# Provinz Marbán
Marbán ist eine Provinz im südöstlichen Teil des Departamento Beni im südamerikanischen Anden-Staat Bolivien.

## Lage
Die Provinz ist eine von acht Provinzen im Departamento Beni. Sie grenzt im Westen an die Provinz Moxos, im Süden an das Departamento Cochabamba, im Osten an das Departamento Santa Cruz, und im Norden an die Provinz Cercado.
Die Provinz erstreckt sich etwa zwischen 14° 49' und 16° 13' südlicher Breite und 63° 20' und 65° 22' westlicher Länge, ihre Ausdehnung von Westen nach Osten beträgt 280 Kilometer, von Norden nach Süden ebenfalls bis zu 280 Kilometer.

## Bevölkerung
Die Einwohnerzahl der Provinz Marbán ist in den vergangenen drei Jahrzehnten um etwa zwei Drittel angestiegen:
| Jahr | Einwohner | Quelle       |
| ---- | --------- | ------------ |
| 1992 | 11.950    | Volkszählung |
| 2001 | 14.454    | Volkszählung |
| 2012 | 16.331    | Volkszählung |
| 2024 | 19.898    | Volkszählung |

51,7 Prozent der Bevölkerung sind jünger als 15 Jahre, der Alphabetisierungsgrad in der Provinz beträgt 77,2 Prozent. (2001)
99,2 Prozent der Bevölkerung sprechen Spanisch, 0,9 Prozent Quechua, 0,6 Prozent Guaraní, 0,3 Prozent Aymara, und 8,0 Prozent andere indigene Sprachen. (1992)
91,8 Prozent der Bevölkerung haben keinen Zugang zu Elektrizität, 56,2 Prozent leben ohne sanitäre Einrichtung. (1992)
88,3 Prozent der Einwohner sind katholisch, 10,2 Prozent sind evangelisch. (1992)

## Gliederung
Die Provinz Marbán gliederte sich bei der letzten Volkszählung von 2024 in die folgenden zweiVerwaltungsbezirke (bolivianisch „Municipios“):
- 08-0601 Municipio Loreto (6.751 km²) im westlichen Teil der Provinz – 4.263 Einwohner – 0,6 Einwohner/km²
- 08-0602 Municipio San Andrés (9.958 km²) im östlichen Teil der Provinz – 15.635 Einwohner – 1,6 Einwohner/km²

## Ortschaften in der Provinz Marbán
- Municipio Loreto
  - Gundonovia 304 Einw. – Villa Carmen del Remanzo 155 Einw. – Sachojere 147 Einw. – Loreto 128 Einw.

- Municipio San Andrés
  - Puente San Pablo 2341 Einw. – Unión y Fe 523 Einw. – Elvira 339 Einw. – Perotó 331 Einw. – Puente Caimanes 319 Einw. – Miraflores 315 Einw. – Villa Alba 294 Einw. – San Andrés 227 Einw. – Nueva Creación Cotoca 221 Einw. – Naranjitos 212 Einw. – Somopae 113 Einw. – San Lorenzo 48 Einw.